# Achilixiidae
Achilixiidae zijn een familie van insecten die behoren tot de onderorde cicaden (Auchenorrhyncha). Bij de familie zijn 2 geslachten en 24 soorten ingedeeld.

## Taxonomie
De volgende taxa zijn bij de familie ingedeeld:
- Onderfamilie Achilixiinae Muir, 1923
  - Geslacht Achilixius Muir, 1923
    - Achilixius bakeri Wilson, 1989
    - Achilixius danaumoati Wilson, 1989
    - Achilixius davaoensi Muir, 1923
    - Achilixius fasciata Wilson, 1989
    - Achilixius fennahi Wilson, 1989
    - Achilixius irigae Wilson, 1989
    - Achilixius kolintangi Wilson, 1989
    - Achilixius mayoyae Wilson, 1989
    - Achilixius minahassae Wilson, 1989
    - Achilixius morowali Wilson, 1989
    - Achilixius muajati Wilson, 1989
    - Achilixius muiri Wilson, 1989
    - Achilixius sandakanensis Muir, 1923
    - Achilixius singularis Muir, 1923
    - Achilixius torautensis Wilson, 1989
    - Achilixius tubulifer (Melichar, 1914)
      - = Syntames tubulifer Melichar, 1914
- Onderfamilie Bebaiotinae Emeljanov, 1991
  - Bebaiotes Muir, 1924  type genus
    - Bebaiotes banksi (Metcalf, 1938)
      - = Muirilixius banksi Metcalf, 1938

    - Bebaiotes bucayensis Muir, 1924  type species
    - Bebaiotes dorsivittata Fennah, 1947
    - Bebaiotes guianesus (Fennah, 1947)
      - = Muirilixius guianesus Fennah, 1947

    - Bebaiotes nigrigaster Muir, 1924
    - Bebaiotes nivosa Fennah, 1947
    - Bebaiotes pallidinervis Muir, 1934
    - Bebaiotes pulla Muir, 1934